# 278447 Saviano
278447 Saviano este un asteroid din centura principală de asteroizi.

## Descriere
278447 Saviano este un asteroid din centura principală de asteroizi. A fost descoperit pe 2 octombrie 2007 la Vallemare Borbona de Vincenzo Silvano Casulli. Asteroidul prezintă o orbită caracterizată de o semiaxă mare de 3,45 ua, o excentricitate de 0,04 și o înclinație de 10,2° în raport cu ecliptica.